# Theodor Björksten
Joseph Theodor Richard Björksten, född den 23 maj 1858 i Stockholm, var en svensk sångare, tenor.
Björksten var elev till bland annat Delle Sedie i Paris. Han var huvudsakligen verksam i utlandet och åtföljde bland annat Kristina Nilsson på hennes Amerikaturné 1882–1883. Som framstående sångpedagog var han senare verksam i New York, Paris och Italien.
Han var gift från 1 juli 1886 till 1903 med Hervor Anna Sofia Torpadie (1860–1930), dotter till majoren Karl Henrik Johan Torpadie (1821–1888) och från 18 juni 1903 med Martha Strickland (d. 1937), dotter till tullförvaltaren M. J. W. A. Strickland i New York. Med sin första hustru fick han dottern Greta Torpadie Bratt (1890–1982).